# Wilson Tucker
Wilson Tucker, nome completo Arthur Wilson "Bob" Tucker (Deer Creek, 23 novembre 1914 – St. Petersburg, 6 ottobre 2006), è stato uno scrittore statunitense, autore di romanzi d'azione, avventura e fantascienza, nonché fan del genere.
Pubblicò il suo primo racconto nel 1941. Quello stesso anno coniò il termine space opera ("melodramma spaziale"), in riferimento a quel sottogenere romantico della fantascienza classica che si basava sull'avventura spaziale (ad esempio le opere di E. E. Smith e Edmond Hamilton), e traendo spunto in ciò dalle già esistenti definizioni horse opera (per il western) e soap opera.
Tucker fu autore significativo, ma non prolifico; per molto tempo diresse una serie di fanzine, da lui inaugurate sin dagli anni trenta, da The Planetoid (fondata nel 1934) a Le Zombie (dal 1938). L'esordio nel romanzo avvenne nel 1951 con La città in fondo al mare, in cui descriveva i rischi del disastro nucleare.

## Opere

### Romanzi
- 1946 - The Chinese Doll
- 1947 - To Keep or Kill
- 1948 - The Dove
- 1949 - The Stalking Man
- 1951 - La città in fondo al mare (The City in the Sea), I Romanzi del Cosmo 13
- 1951 - Red Herring
- 1952 - Il silenzio della morte (The Long, Loud Silence, 1952), Biblioteca Economica Mondadori n. 13, noto anche come Il lungo silenzio. Riveduto dall'autore nel 1970, includendo un post scriptum, contenente l'originale epilogo modificato nelle prime edizioni su richiesta dell'editore.
- 1953 - Signori del tempo (The Time Masters), Urania n. 45 e 615
- 1954 - Tele-Homo Sapiens (Man from Tomorrow, oppure Wild Talent), Urania n. 66 e 346; Urania Classici n. 124
- 1955 - L'uomo che veniva dal futuro (Time Bomb, oppure Tomorrow Plus X), Urania n. 138 e 743
- 1956 - The Man in My Grave
- 1957 - The Hired Target
- 1958 - Mi chiamo Ben Steward  (The Lincoln Hunters), I Romanzi del Cosmo 57
- 1959 - Il re del pianeta (King of the Planet)
- 1960 - L'ultima stazione (To the Tombaugh Station)
- 1963 - Last Stop
- 1965 - A Procession of the Damned
- 1967 - Scheda segnaletica: stregato (The Warlock), Segretissimo n. 261
- 1970 - L'anno del sole quieto (The Year of the Quiet Sun), Slan. Il Meglio della Fantascienza 5 - Premio John Wood Campbell Memorial
- 1971 - Chi trova una strega trova un tesoro (This Witch), Segretissimo n. 523
- 1974 - I guerrieri nel ghiaccio (Ice and Iron), Urania n. 675
- 1981 - I giorni della resurrezione (Resurrection Days), Il Libro d'Oro della Fantascienza 5

### Racconti
- 1965 - Il recupero (The Recon-man) - raccolto in Il recupero e altri racconti, Urania n. 380
- 1971 - Retroindagine criminale (Time Exposures) - raccolto in Buone notizie dal Vaticano, Urania n. 623